# 印紙法会議
印紙法会議（いんしほうかいぎ、英: Stamp Act Congress）は、1765年10月に、ニューヨーク市のフェデラル・ホールとなった建物で、イギリス領アメリカ13植民地のうち9植民地からの代表が集まり、当時成立したばかりの印紙法について議論し、行動を起こした会議である。

## 概要
代表を送らなかった植民地はジョージア、ノースカロライナ、バージニアおよびニューハンプシャーの4植民地であり、ニューヨーク植民地は特定の郡部の代表が出たが、植民地自体の代表ではなかった。
1765年6月、マサチューセッツ湾直轄植民地議会から回状が他の植民地議会に送られ、「植民地の現在の状況について共に相談したし」と認（したた）められていた。集まった代表達全ては各植民地の議会に奉仕する者達であり、イギリス王ジョージ3世に忠実な者ばかりだった。
このような会議が計画されていると言う報せがロンドンに届いたとき、貿易担当相達は大変当惑し、国王に手紙を書くことにした。かれらは国王に「これはイギリス王国と議会にとって最大限に由々しきことである。...議会の考慮だけが対処できる方法である。」と報告した。しかし、議会が印紙法会議の存在に付いて知らされた時には、既に会議が開かれていた。

## 議事
印紙法会議の議事は極秘に進行された。現在、ニュージャージー州のローワン大学だけが議事録の写しとされるものを持っている。主要な検討課題は3つあった。陪審員による裁判、課税を自ら管理する権利、および海事裁判所を減らすことだった。ロバート・R・リビングストンは、代表達に最も大きな問題となったことは、イギリスの議会が貿易を規制する権利を完全に受け入れたとしても、その権限を認めるかということだったと記した。もし彼らがイギリス議会に貿易を規制する権限があると認めれば、歳入を上げるために外国人への課税が受け入れられる了解として構築できるものだった。アメリカ人達は「外国」への課税と「内国」への課税の違いについて、また「内国」への課税ではなく「外国」への課税を受け入れる意思について果てしなく議論することになった。
イギリスの議会が大英帝国のために法律と課税を決めることができるのに対し、植民地は議会に代表を送っていなかったので、植民地の中では法律のみを決めることができるだけだと議論した。イギリスの議会については、代表を送ることもできないし、代表を送ったとしても植民地への課税に対する抗議は簡単に無視されるだけであろうから、代表を送りたいとも思わなかった。
10月19日、植民地からの代表団は「権利と抗議に関する宣言」を採択した。代表達はその文書に署名するまでの納得には至らず、会議の事務官一人のみの署名が付された。この決議の数日後に国王、貴族院および庶民院に当てて3通の請願書が起草された。植民地のうち6植民地だけがこの請願書を書くことに合意した。

### 宣言
権利の宣言には植民地が抗議する14項目が挙げられていた。印紙法というような具体的なことに加えて、次のような主張があった。
- 植民地議会だけが植民地に課税する権利がある。
- 陪審制裁判は権利であり、海事法裁判所を使うことは悪用である。
- 植民地の民はイギリス人が持つ権利全てを持っている。
- 投票権が無ければ、イギリスの議会は植民地人の代表たりえない。

## 反応
この請願書は印紙を載せて到着したその同じ船でニューヨークを離れた。ダートマス卿はその請願書が不適切な文書であると言って、貴族院への請願書受け取りを拒絶した。庶民院は請願書について検討しないためのあらゆる種類の理由を見つけた。すなわちそれは憲法には無い議会によって提出されており、イギリス議会の課税する権利を否定しており、それを受け取ることは議会が間違いを犯したことを認めることだ、云々だった。
この印紙法会議はアメリカ独立に繋がる最初の組織化されたアメリカ人の行動として見られることもある。しかし、統一性が欠如したことによって革命の開始まで、また開始時期にも植民地を悩ませることになった。

## 代表
- マサチューセッツ湾直轄植民地 - ジェイムズ・オーティス、オリバー・パートリッジ、サミュエル・アダムズ、ティモシー・ラグルズ
- コネチカット植民地 - エリファレット・ダイアー、デイビッド・ローランド、ウィリアム・サミュエル・ジョンソン
- ロードアイランド植民地 - メトカーフ・ボーラー、ヘンリー・ウォード
- ニューヨーク植民地 - ウィリアム・ベイアード、ジョン・クルーガー、レナード・リスピナード、ロバート・リビングストン、フィリップ・リビングストン
- ニュージャージー植民地 - ジョセフ・ゴードン、ヘンドリック・フィッシャー、ロバート・オグデン
- ペンシルベニア植民地 - [ジョージ・ブライアン、ジョン・ディキンソン、ジョン・モートン
- デラウェア植民地 - トマス・マッキーン、シーザー・ロドニー
- メリーランド植民地 - ウィリム・マードック、エドワード・ティルマン、トマス・リングゴールド
- サウスカロライナ植民地 - クリストファー・ガズデン、トマス・リンチ、ジョン・ラトリッジ

### 事務官
- ジョン・コットン、書記官
- ティモシー・ラグルズ、マサチューセッツ湾直轄植民地の代表で議長を務めた[2]